# Bachty Altybajeva
Bachty Altybajeva (ryska: Бахты Алтыбаева), född 1903, död 5 januari 1972, var en sovjetisk-turkmensk politiker (kommunist).
Mellan åren 1927 och 1962 var hon i perioder väveriarbetare vid bomullsfabriken i Tjeleken, chef för avdelningen för Esengul-distriktskommittén för kommunistpartiet i Turkmenska SSR, vice ordförande i det turkmenska samarbetsrådet, ordförande för den turkmenska republikanska fackföreningsstyrelsen, folkkommissarie, minister för lätt industri i Turkmenska SSR samt biträdande chef för utställningen för ekonomiska landvinningar i sovjetrepubliken.
Hon valdes till suppleant för Sovjetunionens högsta sovjet vid det första mötet för Nationalitetsrådet i  Turkmenska SSR. Detta var ett resultat av valet den 12 december 1937. Hon verkade även som suppleant för Sovjetunionens högsta sovjet. 